# Canthydrus rocchii
Canthydrus rocchii is een keversoort uit de familie diksprietwaterkevers (Noteridae). De wetenschappelijke naam van de soort werd in 1992 gepubliceerd door Wewalka.